# Скрити истини
„Скрити истини“ (на испански: Verdades ocultas) е чилийска теленовела, произведена и излъчена от Mega от 24 юли 2017 г.
Това е най-дългата теленовела на чилийската телевизия.

## Актьори
- Камила Хиране - Росио Вердуго Макенна Флорес
- Кармен Забала - Агустина Макенна Гузман Флорес
- Кристиан Ариагада - Диего Кастило Хуртадо
- Матиас Овиедо - Томас Валенсия Фернандес